# Coriaria
Coriaria — єдиний рід родини коріарових, який був описаний Ліннеєм у 1753 році. Він включає 14 видів невеликих дерев, кущів і напівчагарників, які широко , але розрізнено поширені в тепло-помірних регіонах світу аж до Середземноморського регіону, південної та східної Азії, Нової Зеландії (де деякі види є альпійськими), острови Тихого океану, Центральна та Південна Америка.
Листки супротивні або в кільцях, прості, 2–9 см завдовжки, без прилистків. Квітки зібрані в китиці завдовжки 2–30 см, кожна квітка дрібна, зеленувата, з п’ятьма дрібними пелюстками. Плід — малий і блискучий чорний (іноді жовтий або червоний) ягодоподібний роздутий віночок, дуже отруйний у кількох видів, хоча у C. terminalis їстівні. Принаймні кілька представників цього роду є небобовими азотфіксаторами.

## Види
- Coriaria angustissima Hook.f.
- Coriaria arborea Linds.
- Coriaria duthiei D.K.Singh & Pusalkar
- Coriaria japonica A.Gray
  - subsp. intermedia (Matsum.) T.C.Huang
  - subsp. japonica A.Gray
- Coriaria kingiana Colenso
- Coriaria kweichovensis Hu
- Coriaria lurida Kirk
- Coriaria myrtifolia L.
- Coriaria nepalensis Wall.
- Coriaria plumosa W.R.B.Oliv.
- Coriaria pottsiana W.R.B.Oliv.
- Coriaria pteridoides W.R.B.Oliv.
- Coriaria ruscifolia L.
  - subsp. microphylla (Poir.) J.E.Skog
  - subsp. ruscifolia L.
- Coriaria terminalis Hemsl.

## Скам'янілості
Скам'янілості коріарових у вигляді пилку та насіння відомі з міоцену Європи. Відкриття пилкових зерен із ранньокампанських (приблизно 82 млн років тому) відкладень в Антарктиді, які були описані як Coriaripites goodii, розширює літопис скам’янілостей родини та є на сьогоднішній день найстарішою скам’янілістю порядку Cucurbitales.